# ヴァレリー・カーター
ヴァレリー・カーター（Valerie Carter、1953年2月5日 - 2017年3月4日）は、アメリカの女性ボーカリスト。

## 経歴
カーターは10代の時にコーヒーハウスで歌手としてのキャリアをスタートし、最終的に三人組フォークバンドのハウディ・ムーンの一員となった。バンドは1974年にロサンゼルスのトルバドールに初出演した。ハウディ・ムーンのアルバムでは、のちにジュディ・コリンズがヒットさせたカーター作の「Cook with Honey」が特筆すべきものであり、次のアルバムをプロデュースすることになるローウェル・ジョージへと結びつけた。ジョージは1979年に他界するまでカーターを指導し、彼女がその後のキャリアを通して活動を共にすることになるジャクソン・ブラウンやジェームス・テイラーなどへ紹介した。
カーターの最初のソロ・アルバム『愛はすぐそばに』にはモーリス・ホワイト、ローウェル・ジョージ、リンダ・ロンシュタット、ジャクソン・ブラウン、デニース・ウィリアムスなどがゲストとして参加した。このアルバムは好意的な評価を受け、イーグルスのヨーロッパ・ツアーのオープニングアクトをつとめることとなった。この2年後、カーターはセカンド・アルバム『ワイルド・チャイルド』をリリースし、ジェームス・テイラー、ジャクソン・ブラウン、リンダ・ロンシュタットを始めたとしたさまざまなアーティストとのツアーを開始した。
その後、カーターは1996年にフィービ・スノウ、ライル・ラヴェット、エドウィン・マケイン、ジェームス・テイラー、リンダ・ロンシュタット、ジャクソン・ブラウンらをゲストに迎えたの3枚目のアルバム『ザ・ウェイ・イット・イズ』をリリースした。このアルバムの日本限定版CDには、トム・スノウの曲がボーナストラックとして追加されている。
この2年後以降にEP盤「Find a River」、コンピレーションCD『Vanilla Grits』およびライブ・アルバム『Midnight Over Honey River』が発売された。

### その他の業績
カーターは、リンダ・ロンシュタット、ドン・ヘンリー、クリストファー・クロス、リトル・フィート、ジャクソン・ブラウン、アウトロウズ、ジェームス・テイラーなどの数多くのアーティストのレコーディングにバック・ボーカリストとして参加している。
カーターが作った楽曲「Cook with Honey」は、ジュディ・コリンズの1973年のアルバム『True Stories and Other Dreams』に収録されてヒットした。カーターはジャクソン・ブラウンの1977年のアルバム『孤独なランナー』に収録された「ラヴ・ニーズ・ア・ハート」をブラウンと共作した。また、ブラウンのアルバム『ルッキング・イースト』収録の「イト・イズ・ワン」、「ニーニョ」も共作している。カーターはブラザーズ・ジョンソンに楽曲「Deceiver」を提供し、アース・ウィンド・アンド・ファイアーの1980年のアルバム『フェイセス』に収録された「勝利へのターン」も共作しており、さらにシェールのバンドブラック・ローズに「Never Should've Started」を提供した。
1978年、カーターはカナダのアニメーション制作会社ネルバナが製作したハロウィーンスペシャルのアニメ作品『The Devil and Daniel Mouse』のキャラクター、ジャン・マウスの歌唱部分を担当した。カーターはローレル・ラン名義でクレジットされているが、これは当時ローレル・キャニオンに居住していたことにちなんでいる。カーターは、有名なラヴィン・スプーンフルのジョン・セバスチャンとのデュエットなどの何曲かを特別番組で歌っている。翌1979年、マット・ディロンの映画デビュー作品『レベルポイント』で、カーターがカバーした「ウー・チャイルド」が使用された。

## 私生活と死
ビルボード誌1999年12月11日号で、カーターとソニーのテレビ担当重役のセス・カッツの結婚式が1999年11月26日にニュージャージー州モントクレアで執り行われたと報じられた。
2009年8月10月に、カーターは薬物所持容疑でフロリダ州セントピーターズバーグで逮捕された。2011年5月25日に法廷の要求をすべて満足した。アメリカのシンガーソングライターのジェームス・テイラーは、卒業生全員を代表してカーターの薬物法廷からの卒業セレモニーに出席し祝意を表した。
カーターは2017年3月4日に心臓発作で他界した。64歳没。

## 遺産
スティーヴ・ウィンウッドがレコーディングした「青空のヴァレリー」は、ジャクソン・ブラウンの楽曲「風のような女」同様にカーターのことを歌ったものだと伝えられている。
2018年に、カーターの長年の有人であるキャシー・クラーシュは、カーターの未発表音源を集めた最初の死後発売のアルバム『The Lost Tapes』をプロデュースした。このアルバムにはプリンスと共作した「I Got Over It」などの、キャリアを通じて録音した未発表曲が収められている。クラーシュとヴァレリーの姉妹であるジャン・カーターが結成したインディレーベル、Cowboy Angel Recordsからリリースされた。2022年にレーベルは「The Lost Tapes Vol. 2」をリリースした。
2024年、ヴァレリー・カーター財団とファラガー兄弟が協力して、ジェームス・ブラウンによるファラガー兄弟の「Never Get Your Love Behind Me」と「What My Baby Needs Now」を特別版の7インチヴァイナルとして再制作した。

## ディスコグラフィ

### スタジオ・アルバム
- 『愛はすぐそばに（英語版）』Just a Stone's Throw Away (1977年)
- 『ワイルド・チャイルド（英語版）』Wild Child (1978年)
- 『ザ・ウェイ・イット・イズ（英語版）』The Way It Is (1996年; reissued 2006年)
- Find a River (1998年) ※EP[16]
- Midnight Over Honey River (2003年)[注釈 1][17]
- The Lost Tapes (2018年)[18]
- Valerie Carter with Yoshiyuki Sahashi – Live in Tokyo, 1994 (2020年)[19]
- The Lost Tapes Vol. 2 (2022年)[14]

### コンピレーション・アルバム
- Ooh Child: The Columbia Years (2019年)
- Vanilla Grits (2001年)

### ハウディ・ムーン
- 『ハウディ・ムーン』 - Howdy Moon (1974年)

### ゲスト出演
- アウトロウズ（英語版） – Ghost Riders (1980年)
- アゼリン・デビソン – Sweet Is the Melody (2002年)
- アダム・ミッチェル（英語版） – Redhead in Trouble (1979年)
- アナ・ヴィッシ（英語版） – Everything I Am (2001年)
- アーノルド・マッカラー（英語版） – Circa 1990 (2003年)
- アル・クーパー – 『チャンピオンシップ・レスリング』Championship Wrestling (1982年)
- アーロン・ネヴィル – 『ウォーム・ユア・ハート』Warm Your Heart (1991年)
- アン・マレー – Anne Murray (1996年)
- ヴァレリー・カーター＆ファラガーブラザーズ (2024年)
- ウィリー・ネルソン – Healing Hands of Time (1994年)
- ヴェシカ・パイシス – Halfway to Naked (2003年)
- ウォーレン・ジヴォン – Back in the High Life (2000年)
- ヴォンダ・シェパード – 『アリー・myラブ サウンドトラック（英語版）』Songs from Ally McBeal (1998年)
- エア・フォース – Air Force (1984年)
- エディ・マネー – 『プレイング・フォー・キープス（英語版）』Playing for Keeps (1980年)
- エリック・カルメン – 『チェンジ・オブ・ハート』Change of Heart (1978年)
- オフラ・ハザ – 『キリヤ（）』Kirya (1992年)

- カーティス・スタイガース（英語版） – Brighter Days (1999年)[20]
- クリストファー・クロス:
  - 『南から来た男』Christopher Cross (1979年)
  - 『ウィンドウ』Window (1994年)
- クリフ・デ・ヤング – 『クリフ・デ・ヤング』Cliff DeYoung (1975年)
- グレッグ・プレストピノ – Big Red Nude (1977年)
- グレンダ・グリフィス – Glenda Griffith (1977年)
- グレン・フライ – 『ストレンジ・ウェザー（英語版）』Strange Weather (1992年)
- ケニー・ロギンス – 『ディセンバー（英語版）』December (1998年)

- ジェームス・テイラー:
  - 『ゴリラ』Gorilla (1975年)
  - 『イン・ザ・ポケット』In the Pocket (1976年)
  - 『ニュー・ムーン・シャイン（英語版）』New Moon Shine (1991年)
  - 『(LIVE)（英語版）』Live (1993年)
  - Best Live (1994年)
  - 『アワーグラス（英語版）』Hourglass (1997年)
  - 『グレイテスト・ヒッツ Volume 2（英語版）』Greatest Hits Volume 2 (2000年)
- ジャクソン・ブラウン:
  - 『アイム・アライブ（英語版）』I'm Alive (1993年)
  - 『ルッキング・イースト』Looking East (1996年)
- ジャック・ワグナー:
  - Lighting Up the Night (1985年)
  - Love Can Take Us All the Way (1986年)
- ジミー・ウェッブ:
  - 『エンジェル・ハート』Angel Heart (1982年)
  - Suspending Disbelief (1993年)
- ジミー・バフェット – Margaritaville Cafe: Late Night Menu (1993年)
- ジュード・ジョンストン（英語版） – Coming of Age (2002年)[20]
- ジュリア・フォーダム – 『哀しみの色彩（いろ）（英語版）』Swept (1991年)
- ジュリー・ミラー（英語版）:
  - Orphans & Angels (1993年)
  - Invisible Girl (1996年)
- ショーン・コルヴィン:
  - 『ファット・シティ』Fat City (1992年)
  - "Wish You Were Here" (1996年)

- ダイアナ・ロス:
  - 『永遠のイフ・ウィ・ホールド・オン・トゥゲザー』Force Behind the Power (1991年)
  - 『夢の扉』When You Dream (1993年)
- ダン・フォーゲルバーグ – Portrait: The Music of Dan Fogelberg (1997年)
- ドン・グルーシン – 10k-La (1980年)
- ドン・ヘンリー:
  - 『エンド・オブ・ジ・イノセンス（英語版）』The End of the Innocence (1989年)
  - 『インサイド・ジョブ（英語版）』Inside Job (2000年)
- トム・ケル – Dove (2012年)
- トム・スノウ（英語版） – Tom Snow (1976年)
- トム・ヤンス（英語版）:
  - 『子供の目』Eyes of an Only Child (1975年)
  - 『ダーク・ブロンド』Dark Blonde (1976年)
  - 『チャンピオン』Champion (2015年)

- ニコレット・ラーソン:
  - 『愛しのニコレット』Nicolette (1978年)
  - 『オール・ドレスト・アップ&ノー・プレイス・トゥ・ゴー（英語版）』All Dressed Up and No Place to Go (1982年)
- ニール・ダイアモンド:
  - 『ラヴスケイプ（英語版）』Lovescape (1991年)
  - 『星降る夜に～アップ・オン・ザ・ルーフ（英語版）』Up on the Roof: Songs from the Brill Building (1993年)
  - Christmas Album, Vol. 2 (1994年)
  - In My Lifetime (1996年)

- ハース・マルティネス – Feeling So Fine (2002年)
- ハート（英語版） – Vol. II (2007年)
- ビル・クエイトマン（英語版） – Just Like You (1979年)
- ブライアン・エリオットBrian Elliot – Brian Elliot (1978年)
- フリーボ – End of the Beginning (1999年)
- ヘンリー・ポール（英語版） – Henry Paul (1982年)
- ホイト・アクストン – Southbound (1975年)
- ホルヘ・カルデロン（英語版） – City Music (1975年)

- 松居慶子 – Sapphire (1995年)
- マーティ・バリン（英語版） – Blue Highway (2010年)
- ミッシェル・ポルナレフ – Michel Polnareff (1966年)
- メアリー・ケイ・プレイス – Almost Grown (2011年)
- モーリーン・マコーミック（英語版） – When You Get a Little Lonely (1995年)

- ライル・ラヴェット – Road to Ensenada (1996年)
- ラリー・ジョン・マクナリー – Larry John McNally (1982年)
- ランディ・ニューマン – 『ボーン・アゲイン（英語版）』Born Again (1979年)
- リック・デリンジャー – Free Ride Smooth Jazz (2002年)
- リトル・フィート:
  - 『ラスト・レコード・アルバム』The Last Record Album (1975年)
  - 『シェイク・ミー・アップ（英語版）』Shake Me Up (1991年)
- リンゴ・スター – 『タイム・テイクス・タイム（英語版）』Time Takes Time (1992年)
- リンダ・ロンシュタット:
  - 『ウィンター・ライト（英語版）』Winter Light (1993年)
  - 『フィールズ・ライク・ホーム』Feels Like Home (1995年)
  - 『愛の贈り物（英語版）』Dedicated to the One I Love (1996年)
- ローウェル・ジョージ – 『特別料理 イート・イット・ヒア』Thanks, I'll Eat It Here (1979年)
- ロッド・スチュワート – 『バンドラの匣（英語版）』Foolish Behaviour (1980年)
- ローラ・アラン – Laura Allan (1978年)

### 楽曲提供
- "Cook with Honey" – ジュディ・コリンズ (True Stories and Other Dreams, 1973年)
- 「ラヴ・ニーズ・ア・ハート」 – ジャクソン・ブラウン (『孤独なランナー』, 1977年)
- 「勝利へのターン」 – アース・ウィンド・アンド・ファイアー (『フェイセス』, 1980年)
- "Never Should Have Started" – ブラック・ローズ (Black Rose, 1980年)
- "Deceiver" – ブラザーズ・ジョンソン（英語版） (7インチシングル "You Keep Me Coming Back" のB麺として, 1984年)[21]
- 「イット・イズ・ワン」 – ジャクソン・ブラウン (『ルッキング・イースト』, 1996年)
- 「ニーニョ」 – ジャクソン・ブラウン (『ルッキング・イースト』, 1996年)